# Anna Vetterová-Bečvářová
Anna Vetterová, rozená Bečvářová (10. prosince 1884 Humpolec – 25. března 1968 Praha) byla československá politička, meziválečná poslankyně Národního shromáždění za Československou národní demokracii a senátorka Národního shromáždění za Národní sjednocení.

## Biografie
Vystudovala Filozofickou fakultu Univerzity Karlovy a působila jako středoškolská učitelka dějepisu a zeměpisu. Byla také redaktorkou a angažovala se v ženském hnutí. V letech 1919-1921 zastávala funkci šéfredaktorky ženského týdeníku Nová síla. Od roku 1921 byla rovněž stálou spolupracovnicí deníku Národní listy.
V parlamentních volbách v roce 1929 získala poslanecké křeslo v Národním shromáždění. Později zasedala v horní komoře parlamentu. V parlamentních volbách v roce 1935 získala senátorské křeslo v Národním shromáždění za Národní sjednocení. V senátu setrvala do jeho zrušení v roce 1939, přičemž krátce předtím ještě v prosinci 1938 přestoupila do nově vzniklé Strany národní jednoty.
Podle údajů k roku 1930 byla povoláním profesorkou z Prahy. Byla manželkou matematika Quida Vettera za kterého se provdala v roce 1909.